# Nhơn Hải, Quy Nhơn
Nhơn Hải là một xã cũ thuộc thành phố Quy Nhơn, tỉnh Bình Định, Việt Nam.
Xã Nhơn Hải có diện tích 12,13 km², dân số năm 2019 là 5.675 người, mật độ dân số đạt 468 người/km².

## Hành chính
Xã Nhơn Hải được chia thành 3 thôn: Hải Bắc, Hải Đông, Hải Nam.
Theo Nghị quyết số 1664/NQ-UBTVQH15 năm 2025, trên cơ sở giải thể thành phố Quy Nhơn, sáp nhập tỉnh Bình Định vào tỉnh Gia Lai và thực hiện hợp nhất toàn bộ diện tích tự nhiên và dân số của các xã Nhơn Hội, Nhơn Lý, xã Nhơn Hải và phường Nhơn Bình thuộc thành phố Quy Nhơn thành phường Quy Nhơn Đông.